# Salvadiós
Salvadiós – gmina w Hiszpanii, w prowincji Ávila, w Kastylii i León, o powierzchni 20,38 km². W 2011 roku gmina liczyła 85 mieszkańców.